# Вадовицкий повет
Вадовицкий повет (пол. Powiat wadowicki) — повет (район) в Польше, входит как административная единица в Малопольское воеводство. Центр повета — город Вадовице. Занимает площадь 645,74 км². Население — 159 538 человек (на 31 декабря 2015 года).

## Административное деление
- города: Андрыхув, Кальвария-Зебжидовская, Вадовице
- городско-сельские гмины: Гмина Андрыхув, Гмина Кальваря-Зебжидовска, Гмина Вадовице
- сельские гмины: Гмина Бжезница, Гмина Лянцкорона, Гмина Мухаж, Гмина Спытковице, Гмина Стрышув, Гмина Томице, Гмина Вепш

## Демография
Население повета дано на 31 декабря 2015 года.
| Перепись            | Всего   | Мужчины | Женщины |
| ------------------- | ------- | ------- | ------- |
| Всего               | 159 538 | 78 161  | 81 377  |
| Городское население | 44 720  | 21 334  | 23 386  |
| Сельское население  | 114 818 | 56 827  | 57 991  |